# Chiesa della Beata Vergine del Carmine (Lama Mocogno)
La chiesa della Beata Vergine del Carmine, nota anche come chiesa della Beata Vergine del Carmine e di Sant'Antonio, è la parrocchiale di Lama Mocogno, in provincia di Modena ed arcidiocesi di Modena-Nonantola; fa parte della vicariato di Pavullo nel Frignano.

## Storia
La prima citazione di una chiesa a Lama risale al 1220 ed è da ricercare in un documento conservato nell'Archivio Segreto Estense; di questa chiesetta, intitolata a San Tommaso, si perdono poi le tracce, non essendo menzionata in documenti successivi.
Nel 1610 nel paese sorse un oratorio dedicato a San Matteo in modo che i fedeli lamesi non dovessero recarsi a Mocogno, oltre il torrente, per assistere alle funzioni.
Nel 1668 tale cappella venne sostituita da una nuova chiesa, come concesso dall'arcivescovo di Modena Ettore Molza.
L'attuale parrocchiale venne costruita nel 1876 e nel 1948 fu dotata della torre campanaria.

## Descrizione
La facciata della chiesa è a capanna ed è caratterizzata dal portale dotato di architrave di un rosone e di due lesene laterali sorreggenti il timpano triangolare modanato.
L'interno, che è costituito da un'unica navata, è coperto dalla volta a botte interrotta da alcuni archi a sesto ribassato che si impostano sulla cornice che corre per tutta l'aula; sono inoltre presenti due cappelle laterali ospitanti il tabernacolo e i cantori.
Nella navata il pavimento in cotto, mentre nelle due cappelle e nel presbiterio è costituito da lastre di marmo.